# Côte-du-Sud (circonscription provinciale)
Circonscription électorale provinciale du Canada
Côte-du-Sud est une circonscription électorale québécoise située dans les régions du Bas-Saint-Laurent et de la Chaudière-Appalaches. Elle a été créée lors de la refonte de la carte électorale de 2011.
Son nom provient de celui de la région historique de la Côte-du-Sud, dont le territoire correspond en bonne partie à celui de la circonscription. 

## Historique
La circonscription de la Côte-du-Sud a été formée de la totalité de Montmagny-L'Islet et d'une partie de Kamouraska-Témiscouata. Son territoire n'a pas été modifié depuis sa création en 2011,.

## Territoire et limites
La circonscription comprend les municipalités suivantes :
- Berthier-sur-Mer
- Cap-Saint-Ignace
- Kamouraska
- L'Islet
- La Pocatière
- Lac-Frontière
- Mont-Carmel
- Montmagny
- Notre-Dame-du-Rosaire
- Petit-Lac-Sainte-Anne
- Picard
- Rivière-Ouelle
- Saint-Adalbert
- Saint-Alexandre-de-Kamouraska
- Saint-André-de-Kamouraska
- Sainte-Anne-de-la-Pocatière
- Saint-Antoine-de-l'Isle-aux-Grues
- Sainte-Apolline-de-Patton
- Saint-Aubert
- Saint-Bruno-de-Kamouraska
- Saint-Cyrille-de-Lessard
- Saint-Damase-de-L'Islet
- Saint-Denis-De La Bouteillerie
- Sainte-Euphémie-sur-Rivière-du-Sud
- Saint-Fabien-de-Panet
- Sainte-Félicité
- Saint-François-de-la-Rivière-du-Sud
- Saint-Gabriel-Lalemant
- Saint-Germain-de-Kamouraska
- Sainte-Hélène-de-Kamouraska
- Saint-Jean-Port-Joli
- Saint-Joseph-de-Kamouraska
- Saint-Just-de-Bretenières
- Sainte-Louise
- Sainte-Lucie-de-Beauregard
- Saint-Marcel
- Saint-Omer
- Saint-Onésime-d'Ixworth
- Saint-Pacôme
- Saint-Pamphile
- Saint-Pascal
- Saint-Paul-de-Montminy
- Sainte-Perpétue
- Saint-Philippe-de-Néri
- Saint-Pierre-de-la-Rivière-du-Sud
- Saint-Roch-des-Aulnaies
- Tourville

## Liste des députés
| Législature                                                          | Années       | Député         | Député           | Parti            |
| -------------------------------------------------------------------- | ------------ | -------------- | ---------------- | ---------------- |
| Côte-du-Sud Créée depuis Kamouraska-Témiscouata et Montmagny-L'Islet |              |                |                  |                  |
| 40e                                                                  | 2012–2014    |                | Norbert Morin    | Libéral          |
| 41e                                                                  | 2014–2018    |                | Norbert Morin    | Libéral          |
| 42e                                                                  | 2018–2022    |                | Marie-Eve Proulx | Coalition avenir |
| 43e                                                                  | 2022–présent | Mathieu Rivest |                  | Coalition avenir |

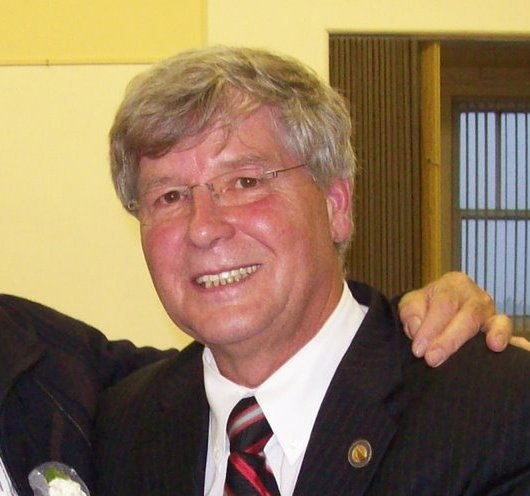
Norbert Morin est député de Côte-du-Sud de 2012 à 2018 pour le Parti libéral du Québec.

## Résultats électoraux
|                                                                                               | Nom              | Parti              | Nombre de voix | %      | Maj.  |
| --------------------------------------------------------------------------------------------- | ---------------- | ------------------ | -------------- | ------ | ----- |
|                                                                                               | Mathieu Rivest   | Coalition avenir   | 16 116         | 47,7 % | 8 206 |
|                                                                                               | Frédéric Poulin  | Conservateur       | 7 910          | 23,4 % | -     |
|                                                                                               | Michel Forget    | Parti québécois    | 4 316          | 12,8 % | -     |
|                                                                                               | Guillaume Dufour | Québec solidaire   | 3 154          | 9,3 %  | -     |
|                                                                                               | Sylvain Lemieux  | Libéral            | 2 132          | 6,3 %  | -     |
|                                                                                               | Sylvain Cloutier | Équipe autonomiste | 164            | 0,5 %  | -     |
| Total                                                                                         | Total            | Total              | 33 792         | 100 %  |       |
| Le taux de participation lors de l'élection était de 68,5 % et 445 bulletins ont été rejetés. |                  |                    |                |        |       |

|                                                                                               | Nom                  | Parti            | Nombre de voix | %      | Maj.   |
| --------------------------------------------------------------------------------------------- | -------------------- | ---------------- | -------------- | ------ | ------ |
|                                                                                               | Marie-Eve Proulx     | Coalition avenir | 17 595         | 53,6 % | 10 383 |
|                                                                                               | Simon Laboissonnière | Libéral          | 7 212          | 22 %   | -      |
|                                                                                               | Guillaume Dufour     | Québec solidaire | 3 560          | 10,9 % | -      |
|                                                                                               | Michel Forget        | Parti québécois  | 3 315          | 10,1 % | -      |
|                                                                                               | Marc Roussin         | Conservateur     | 575            | 1,8 %  | -      |
|                                                                                               | Renaud Blais         | Parti nul        | 304            | 0,9 %  | -      |
|                                                                                               | Gabriel Dubé         | Bloc pot         | 238            | 0,7 %  | -      |
| Total                                                                                         | Total                | Total            | 32 799         | 100 %  |        |
| Le taux de participation lors de l'élection était de 66,8 % et 538 bulletins ont été rejetés. |                      |                  |                |        |        |

|                                                                                               | Nom                     | Parti            | Nombre de voix | %      | Maj.  |
| --------------------------------------------------------------------------------------------- | ----------------------- | ---------------- | -------------- | ------ | ----- |
|                                                                                               | Norbert Morin (sortant) | Libéral          | 17 348         | 49,9 % | 9 255 |
|                                                                                               | Mireille Caron          | Coalition avenir | 8 093          | 23,3 % | -     |
|                                                                                               | André Simard            | Parti québécois  | 6 649          | 19,1 % | -     |
|                                                                                               | Simon Côté              | Québec solidaire | 1 910          | 5,5 %  | -     |
|                                                                                               | Renaud Blais            | Parti nul        | 347            | 1 %    | -     |
|                                                                                               | Gaétan Mercier          | Conservateur     | 272            | 0,8 %  | -     |
|                                                                                               | Joël Leblanc-Lavoie     | Option nationale | 158            | 0,5 %  | -     |
| Total                                                                                         | Total                   | Total            | 34 777         | 100 %  |       |
| Le taux de participation lors de l'élection était de 69,6 % et 398 bulletins ont été rejetés. |                         |                  |                |        |       |

|                                                                                               | Nom                     | Parti              | Nombre de voix | %      | Maj.  |
| --------------------------------------------------------------------------------------------- | ----------------------- | ------------------ | -------------- | ------ | ----- |
|                                                                                               | Norbert Morin (sortant) | Libéral            | 14 047         | 38,9 % | 3 296 |
|                                                                                               | François Lagacé         | Coalition avenir   | 10 751         | 29,8 % | -     |
|                                                                                               | André Simard            | Parti québécois    | 9 293          | 25,7 % | -     |
|                                                                                               | Josée Michaud           | Québec solidaire   | 1 221          | 3,4 %  | -     |
|                                                                                               | Marc-André Robert       | Option nationale   | 532            | 1,5 %  | -     |
|                                                                                               | Serge Lévesque          | Équipe autonomiste | 259            | 0,7 %  | -     |
| Total                                                                                         | Total                   | Total              | 36 103         | 100 %  |       |
| Le taux de participation lors de l'élection était de 72,2 % et 454 bulletins ont été rejetés. |                         |                    |                |        |       |